# Jean-Marie Messier
Jean-Marie Messier (Grenoble, 13 december 1957) is een Franse zakenman, bekend om zijn flamboyante manier van werken. Hij is wereldwijd berucht geworden voor zijn snelle groei naar de top en zijn eveneens snelle vertrek uit de Franse top van het zakenleven. Messier wordt meestal direct verbonden aan de snelle groei van het Franse mediaconglomeraat Vivendi Universal en de problemen die door deze groei werden veroorzaakt.
Hij heeft gestudeerd aan de École Polytechnique en de École nationale d'administration.